# 石川亜沙美
石川 亜沙美（いしかわ あさみ、1977年10月16日 - ）は、日本のモデル・女優。
静岡県清水市（現静岡市清水区）出身。オスカープロモーション所属。

## 来歴
日出女子学園高等学校を経て、亜細亜大学経営学部卒業。
1990年8月、第4回全日本国民的美少女コンテストのモデル部門賞を受賞し、1991年から雑誌『セブンティーン』などでファッションモデルとして活躍。2002年11月、女優転身を発表。現在はモデルと兼任。
2006年7月13日、ケツメイシのRyojiと結婚。2007年1月23日に第1子男児を出産。
2007年5月6日放送の日本テレビ系『おしゃれイズム』（事務所の同僚・森泉が司会で、同じく同僚の菊川怜、田丸麻紀と共にゲスト出演）でテレビ復帰。
2007年11月12日、「ゾーンダイエット」のイベントで久々に公の場へ登場した。2010年以降もトップモデルとして活躍している。
2015年8月、Ryojiと離婚。子供の親権は石川が持つ。

## 出演
太字は主演、もしくはメインキャラクター。

### テレビドラマ
- 東京ラブ・シネマ（2003年4月 - 6月、フジテレビ） - 峰沙耶香 役
- 奥さまは魔女（2004年、TBS） - 野茂詩織 役
  - 奥さまは魔女リターンズ
- 愛情イッポン!（2004年7月 - 9月、日本テレビ） - 横山薫子 役
- 曲がり角の彼女（2005年4月 - 6月、関西テレビ） - 甲本椿 役
- がんばっていきまっしょい（2005年7月 - 9月、関西テレビ）第8話ゲスト出演 - 田中小百合 役
- 熟年離婚（2005年10月 - 12月、テレビ朝日） - 青山奈緒 役（5〜7話）
- 橋田壽賀子ドラマスペシャル 夫婦（2006年2月4日、テレビ朝日） - 高村弘子 役

### CM
- 花王「ビオレ洗顔フォーム」
- 雪印乳業「リーベンデール」
- マックスファクター「illume」
- O-net
- 大塚食品「シンビーノ ジャワティストレート」
- 大塚製薬「ファイブミニ」
- ノーツ「CITRUS NOTES」
- 桑山「E:r」
- X-sell
- ワシントンホテルグループ
- 損保ジャパンひまわり生命
- 静岡銀行
- 新静岡センター
- 大阪ブライトパークス（JR学研都市線放出駅前 大阪ローカル）
- ライオン「アクロン」
- イオン「CELEBRATE SUIT 2010」
- ロッテ「レディーボーデン」
- DHC 「Pアップジェル」

### バラエティ
- 汐留スタイル!（2003年4月 - 2005年3月、日本テレビ）※木曜日担当
- 関口宏の東京フレンドパークII米倉涼子&夢のオスカー美女軍団　女神のいたずらよSP（2004年3月29日、TBSテレビ）※『ウォールクラッシュ』や『フラッシュザウルス』などのアトラクションに挑戦。
- クリック!（2005年4月 - 9月、日本テレビ）※水曜日担当
- BODY（2005年4月 - 2006年6月、TBSテレビ）
- 石塚英彦&パパイヤ 大東京!秘密の裏メニュー食べまくり大作戦（2005年、テレビ東京）
- テキトーTV

### 雑誌
- 「MORE」（集英社）「あさみの素」（2002年6月号 - 2005年12月号）
- 「BAILA」（集英社）「石川亜沙美のアサミズム」（2003年6月号 - 2004年5月号）
- 「BAILA」（集英社）「石川亜沙美のアサミズム　ア・ラ・モード」（2004年6月号 - 2005年5月号）
- 「OZmagazine」（スターツ出版）「石川亜沙美のASAMI Channel」（2004年10月11日号 - ）
- 「MISS」（世界文化社）「クルマと過ごすファッションStyle」（2005年2月号 - 2006年2月号）
- 「SPUR」（集英社）
- 「Oggi」（小学館）
- sweet（宝島社）
- SPRING （宝島社）
- 流行通信（流行通信社）
- ef（主婦の友社）
- ELLE JAPON（アシェット婦人画報社）
- VOGUE（日経コンデナスト）
- HEART（飛鳥新社）
- VoCE（講談社）
- CREA（文藝春秋社）
- BAZAAR（エイチビー・ジャパン）
- non-no（集英社）
- STYLE（講談社）
- marisol（集英社）
- Domani（小学館）
- ミセス（文化出版局）

他　多数掲載

### DVD
- 「transparent Sky」（ポニーキャニオン、2004年1月7日発売）

### 書籍
- 「きれいパワー」（徳間書店、2004年5月21日発売）

## 主なイベント出演
- 「フジテレビ　きっかけは春の番組祭り」（2003年4月20日）※新宿駅東口ステーションスクエア（
- 「Yahoo!チャットイベント」（2003年9月4日）
- 「中国国際ファッションウィーク」（2003年11月26日）※北京・中国大飯店
- 「DVD『transparent Sky』発売記念　トークショー・握手会」（2004年1月15日）※TOWER RECORDS渋谷店
- 「アクア・グランツェ2004」（2004年2月9日）※東京・渋谷区　シンポジオン
- 「『きれいパワー』出版記念サイン会」（2004年6月2日）※東京・リブロ汐留シオサイト店
- 「第12回ファッションカンタータ from KYOTO」（2004年6月19日）※国立京都国際会館
- 「宝塚記念」（2004年6月29日）※阪神競馬場
- 「サミー戎プラザ　オープニング（一日館長）」（2004年7月2日）※大阪・道頓堀
- 「参議院議員通常選挙投票啓発イベント」（2004年7月3日）※東京・お台場　ヴィーナスフォート
- 「スカパー！夏フェス写真展〜フェスの魔力〜トークショー」（2004年9月2日）※HMV渋谷店
- 「OZmagagine　魔法のギフトボックス」（2004年9月18日）※プランタン銀座
- 「ベネトンメガストア福岡店　オープニングイベント」（2004年10月1日）※福岡・博多
- 「石川亜沙美写真展」（2004年11月3日 - 7日）※東京・お台場　ヴィーナスフォート
- 「東京コレクション（TAKEO NISHDA　2005 Spring & Summer Collection）」（2004年11月8日）※東京・表参道　スパイラルホール
- 「YUMI　KATSURA　2005 春夏 パリ・オートクチュールコレクション」（2005年1月25日）※フランス　ホテル・インターコンチネンタル・パリ
- 「きれいになるためのヘルシーライフセミナー（JAグループ福島主催）」（2005年2月23日）※福島県郡山市・ホテルはまつ
- 「photo pri-iland　トークショー」（2005年3月20日）※東京ビッグサイト
- 「2005 spring-summer Marunouchi Collection produced by BAILA　トークショー」（2005年3月24日）※東京・丸ビル
- 「スペシャルトークショー（MISS & タカシマヤ共同企画）」（2005年4月9日）※大阪・タカシマヤ大阪店
- 「ベネトンメガストア名古屋店　オープニングイベント」（2005年9月3日）※愛知県・名古屋市
- 「Soiree Noir Talk Live」（2005年9月10日）※福岡・eeny meeny miny mo
- 「HERBIS AUTUMN FAIR トークショー」（2005年9月25日）※大阪・ハービスPLAZA　ENT
- 「第9回　食生活サポートフォーラム21“目と肌にカシス”」（2005年12月5日）※東京・丸ビルホール

## 受賞歴
- 1990年8月 「第4回全日本国民的美少女コンテスト」モデル部門賞　受賞
- 2004年3月 「ミントな人」受賞
- 2004年4月 「ボジョレーワイン騎士号2004」受賞
- 2004年5月 「第47回 FEC モデル･オブ･ザ･イヤー」受賞
- 2004年10月 「2004 ベストレザーニスト賞」受賞
- 2004年11月 「2004 ベストドレッサー賞」受賞
- ベスト・ヘア賞（2004年）
- 2005年10月 「第18回 日本メガネベストドレッサー賞　特別賞」　受賞
- 第2回COTTON USAアワード『Miss COTTON USA』（2005年）
- 2006年3月 「ファーオブジイヤー '06-'07」 受賞

## 関連人物
- 高岡早紀
- 加藤幸子
- 中村榮美子